# Stanisław Andryszewski
Stanisław Piotr Andryszewski (ur. 1 sierpnia 1902 w Warszawie, zm. 1973) – polski działacz partyjny i państwowy, funkcjonariusz służb mundurowych, w kwietniu 1945 I sekretarz Tymczasowego Komitetu Wojewódzkiego Polskiej Partii Robotniczej w Olsztynie.

## Życiorys
Syn Stanisława i Marcjanny. W okresie międzywojennym działacz Komunistycznej Partii Polski, później członek Polskiej Partii Robotniczej. W marcu 1945 wysłany na Warmię i Mazury w ramach Grupy Operacyjnej Ministerstwa Administracji Publicznej. Został dyrektorem Wydziału Personalnego Urzędu Pełnomocnika Rządu na Okręg Mazurski Jakuba Prawina. 18 kwietnia 1945 wybrany I sekretarzem Tymczasowego Komitetu Wojewódzkiego PPR w Olsztynie. Już 24 kwietnia tę funkcję przejął od niego Michał Sokołowski, Andryszewski pozostał natomiast członkiem egzekutywy Komitetu Wojewódzkiego. Od 1947 do 1948 naczelnik Biura Studiów ds. Dowodów Osobistych w Wydziale Prac Przygotowawczych Ministerstwa Bezpieczeństwa Publicznego, zwolniony na własną prośbę.